# Zérah (fils de Juda)
Pour les articles homonymes, voir Zérah.
Zérah est un fils de Juda et Tamar. Il a trois demi-frères Er, Onan et Shelah et il a pour frère jumeau Perets. Ses descendants s'appellent les Zérahites. Parmi eux on trouve : Akân, Sibbekaï et Maharaï, Yéhouel et Pethahia.

## Zérah et ses frères
Zérah a pour demi-frères Er, Onan et Shela fils de Juda et de sa première femme Bat Choua.
Zérah a pour frère jumeau Perets fils de Juda et de sa seconde femme Tamar,.

## Naissance de Zérah
Quand Zérah, le frère jumeau de Perets, sort sa main du ventre de sa mère, la sage femme de Tamar attache un cordon écarlate à son poignet pour dire qu'il est né le premier mais Zérah rentre sa main et c'est Perets qui naît le premier .

## Zérah en Égypte
Zérah part avec son père Juda pour s'installer en Égypte au pays de Goshen dans le delta du Nil.
La famille des Zérahites dont l'ancêtre est Zérah sort du pays d'Égypte avec Moïse,.

## Descendance de Zérah

### Fils de Zérah
Zérah a cinq fils : Zimri ou Zabdi,, Éthân,, Hémân,, Kalkol,, Dara ou Darda. Dans le récit biblique (1 Rois 4,31), sont cités Éthân, Hémân, Kalkol et Dara (Darda) mais n'est pas cité Zimri (Zabdi) le grand-père d'Akân (Akar) qui avait attiré l'ostracisme sur Israël.

### Akân
Lors de la bataille de Jéricho, Akân appelé aussi Akar s'empare d'un manteau de Shinar, de 200 sicles d'argent et d'un lingot d'or pesant 50 sicles.
Pour que l'ostracisme soit levé, Akân est lapidé, brûlé et sa dépouille est recouverte de pierres. Le lieu où est situé ce cairn de pierres est alors appelé basse plaine d'Akor (en).

### Sibbekaï et Maharaï
L'armée de David est constituée de douze divisions, une division de vingt-quatre mille hommes pour chaque mois de l'année.
Pour le 8éme mois, le chef de division est Sibbekaï le Houshathite originaire de la ville de Husa et descendant de Zérah,. Dans une bataille à Gob (ou Gezer) contre les Philistins, Sibbekaï tue Saph (ou Sippaï) issu des Rephaims,. Sibbekaï, appelé aussi Mebounnaï, est un des hommes forts de David (en)
Pour le 10éme mois, le chef de la division est Maharaï le Netophathite originaire de la ville de Netopha (en) et descendant de Zérah,,. Maharaï est un des hommes forts de David (en).

### Yéhouël et Pethahia
Après l'exil, Yehouël descendant de Zérah habite à Jérusalem avec six cent quatre-vingt dix autres descendants de Zérah.
Pethahia fils de Meshézabel et descendant de Zérah est au côté du roi pour toutes les affaires du peuple.